# Salomon Taib
Pour les articles homonymes, voir Taib.
Salomon Taib, né le 28 mars 1877 à Bône (maintenant Annaba) en Algérie française et mort le 8 novembre 1951 à Monaco, est un peintre français.

## Biographie
Il étudie sous Léon Bonnat et expose à Paris au Salon des artistes français à partir de 1906, y reçoit une recommandation en 1932. 
Au Salon des artistes français, il expose en 1913 Le liseur de Coran, et
des portraits de femmes orientales, comme cette Yasmina présentée en 1914.
Il expose également au Salon des peintres orientalistes où il obtient une médaille.